# Território da Papua e Nova Guiné
O Território da Papua e Nova Guiné foi um território sob administração australiana que incluía a metade oriental da ilha de Nova Guiné, que corresponde a atual Papua-Nova Guiné, foi criado por uma união administrativa entre os territórios de Papua e Nova Guiné em 1949.
Antes da Segunda Guerra Mundial, a área foi dividida em dois territórios sob a administração da Austrália: o Território de Nova Guiné, ao norte e o Território de Papua, no sul. Após a guerra, com a rendição do Japão em 1945, a administração civil de Papua e Nova Guiné, foi restaurada, e sob o Ato Provisório Administrativo de Papua-Nova Guiné (1945-46), Papua e Nova Guiné foram combinadas em uma união administrativa.
Em 1949, a região foi colocada sob um regime internacional de tutela e confirmada a união dos dois territórios. A Assembleia Legislativa foi criada (desde em 1951), e um sistema judiciário e o governo local. Um conjunto substituiu o conselho em 1963 (a primeira sessão começou a 8 de junho de 1964). Em 1972, o nome do território foi mudado para Papua Nova Guiné. Obteve plena autonomia em 1 de Dezembro de 1973, e sua independência em 16 de setembro de 1975.